# Procès des collaborateurs norvégiens
Les procès des collaborateurs norvégiens sont des procès d'après-guerre intentés par les autorités norvégiennes entre mai 1945 et août 1948 contre les personnes accusées d'avoir collaboré avec l'occupant allemand en Norvège. Plusieurs milliers de Norvégiens et de citoyens étrangers sont jugés et condamnés pour des crimes commis en Scandinavie pendant la Seconde Guerre mondiale. Toutefois, la portée, la base juridique et l’équité de ces procès font depuis lors l’objet de débats. Au total, 40 personnes, dont Vidkun Quisling, ministre-président autoproclamé de la Norvège et soutenu par les nazis pendant l'occupation, sont exécutées après le rétablissement de la peine capitale en Norvège.

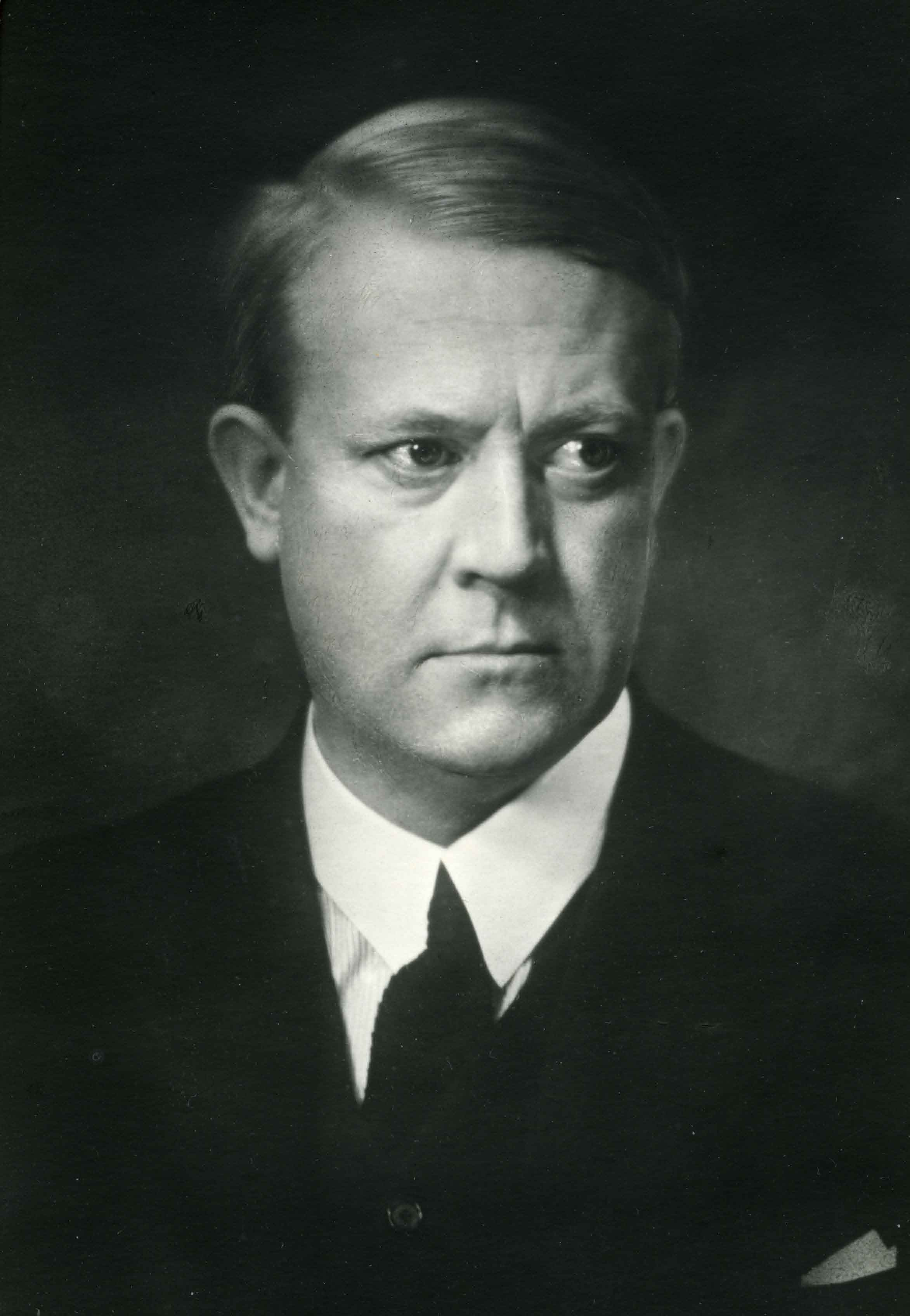
Vidkun Quisling, Premier ministre pendant l'occupation allemande de la Norvège.

## Contexte
L'invasion allemande de la Norvège pendant la Seconde Guerre mondiale créa un certain nombre de problèmes constitutionnels, principalement liés à la mise en œuvre d'un gouvernement norvégien légitime pendant l'occupation tout en tenant vigueur de la constitution et du code de droit norvégien. Appuyé par la puissance occupante sous la direction du Reichskommissar Josef Terboven, le chef du parti d'extrême droite Nasjonal Samling Vidkun Quisling mène un coup d'État et proclame un nouveau gouvernement. Le gouvernement de Nygaardsvold abandonne son autorité au printemps 1940 par capitulation « dans la lutte militaire pour la patrie », tandis que le pouvoir exécutif reçoit des pouvoirs spéciaux du Storting (parlement norvégien) par le biais de l'autorisation d'Elverum (en). La revendication du gouvernement norvégien sera confirmée par le Parlement et la Cour suprême norvégienne après la guerre, ce conduira à une série d'actes d'accusation et de condamnations contre des citoyens norvégiens pour trahison et des citoyens allemands pour crimes de guerre.
Dès 1941 et 1942, le gouvernement norvégien en exil met en vigueur un certain nombre de décrets concernant les actes de trahison. La peine capitale est rétablie comme option, des peines de prison avec travaux forcés approuvées, des limites supérieures pour les sanctions financières introduites et une nouvelle mesure controversée connue sous le nom de « perte de confiance publique » adoptée, privant effectivement les personnes reconnues coupables de divers privilèges civils. Ces décrets s'appliquent le 15 décembre 1944, sous le nom de Landssvikanordning. Les crimes définis dans ces décrets comprennent notamment l'appartenance au Nasjonal Samling, le parti fasciste norvégien ayant collaboré avec les nazis.

## Pendant l'occupation
À l'automne 1940, le parti fasciste norvégien, pro-nazi, Nasjonal Samling, est déclaré comme la seule organisation politique légale en Norvège. Sa prétention à gouverner se base sur l’hypothèse selon laquelle les dirigeants d’avant-guerre ont abdiqué leurs responsabilités en quittant la Norvège. Le Parti national démocrate ayant adopté une attitude responsable en assumant le pouvoir, il s'agit donc d'une administration légale. Il n’obtiendra cependant jamais le soutien nécessaire pour justifier sa prétention à être le gouvernement norvégien légitime.
C'est le point de vue exprimé à Londres par le gouvernement norvégien en exil, considérant le parti nazi et son Troisième Reich comme « l’ennemi de la guerre ». Tout ce qui aide ou encourage l’occupation allemande de la Norvège est considéré en principe comme un acte de trahison ; incluant l’adhésion au Nasjonal Samling,,. Le gouvernement norvégien en exil considère également comme un acte criminel le fait d'aider le régime nazi par le biais d'un soutien économique et d'activités commerciales.
Les Norvégiens s'étant portés volontaires pour le service militaire dans la Wehrmacht ou, en particulier, dans les SS germaniques, sont passibles de poursuites pénales après la guerre. Les policiers ayant travaillé avec le RSHA au sein de la Statspolitiet (en) (police secrète d'État norvégienne) ou rejoint la Gestapo sont accusés de crimes de guerre, de torture, d'exécutions et de mauvais traitements infligés aux prisonniers. Sur un effectif de 4 500 policiers, 2 200 sont suspendus et placés sous enquête après leur libération.

## Arrestations, procès et exécutions
En mai 1945, à la fin de la Seconde Guerre mondiale, le groupe paramilitaire Milorg (le mouvement de résistance officiel norvégien pendant la guerre) rejoint les unités de la police norvégienne formées en Suède (en). Tous deux avaient été bien informés et préparés avant la libération officielle du 8 mai 1945. Cette force est rassemblée par le gouvernement norvégien en conscient d’éviter tout lynchage ou autres châtiments extrajudiciaires à l’encontre d’anciens membres du régime nazi. Néanmoins, au cours de l'été 1945, un débat acharné est rapporté dans les journaux norvégiens au sujet de la poursuite et de la peine envers les criminels de guerre et traîtres. Beaucoup parlent ouvertement de représailles, d’autres soutiennent que la peine de mort est un « inconvénient pour une communauté civilisée ».
En quelques jours seulement après la fin de la guerre, jusqu’à 28 750 personnes sont arrêtées pour y être interrogées. Beaucoup d'entre eux sont libérés rapidement, mais entre 5 000 et 6 000 personnes demeurent encore en détention en août 1946.
L'ancien chef de la résistance en temps de guerre, Sven Arntzen (en), est nommé avocat en chef par intérim du parquet norvégien, chargé de porter les affaires devant les tribunaux. Les arrestations aboutissent à des procès contre 92 805 accusés, dont environ 46 085 sont déclarés coupables, 17 000 condamnées à des peines de prison et les autres réprimandées ou font l'objet de diverses sanctions. Les procureurs requièrent la peine de mort dans 200 cas de trahison ; sur ce total, seulement 30 sont prononcées, et 25 exécutées. Tous sont fusillés, à l'exception d'Erich Hoffmann, condamné à la pendaison. Dès le début, l'application de la peine capitale fut controversée en Norvège, en partie parce que le premier gouvernement du pays institua la peine capitale avant que le parlement norvégien ne se réunisse à nouveau après la guerre.

## Accusés exécutés
Quarante personnes ont été condamnés à mort. Trente-sept en vertu de la loi norvégienne et les trois autres en vertu du droit militaire allié. Un homme a été pendu, les autres fusillés.

### Pour trahison selon la loi norvégienne
| Nom                            | Date             | Lieu                                  | Notes |
| ------------------------------ | ---------------- | ------------------------------------- | --- |
| Reidar Haaland (en)            | 17 août 1945     | Citadelle d'Akershus, Oslo            | A servi dans la Statspolitiet (en)                                                                                                |
| Hans Birger Egeberg            | 4 octobre 1945   | Forteresse de Kristiansten, Trondheim | Membre du groupe Rinnan (en) |
| Arne Braa Saatvedt (en)        | 20 octobre 1945  | Akershus                              | A servi dans la Statspolitiet |
| Vidkun Quisling                | 24 octobre 1945  | Akershus                              | Chef du coup d'État, chef du gouvernement fantoche pro-nazi                                                                       |
| Hans Jakob Skaar Pedersen (en) | 30 mars 1946     | Sverresborg, Bergen                   | A servi dans la Statspolitiet |
| Albert Viljam Hagelin          | 25 mai 1946      | Akershus                              | Ministre de l'intérieur |
| Alfred Josef Gärtner           | 8 août 1946      | Sverresborg                           | Traducteur (d'origine allemande) pour la Gestapo                                                                                  |
| Holger Tou (en)                | 30 janvier 1947  | Sverresborg                           | A servi dans la Statspolitiet |
| Henry Rinnan (en)              | 1er février 1947 | Kristiansten                          | Chef du groupe Rinnan |
| Ole Wehus (en)                 | 10 mars 1947     | Akershus                              | A servi dans la Statspolitiet |
| Eilif Rye Pisani               | 2 avril 1947     | Forteresse de Kvarven, Bergen         | Traducteur pour la Gestapo |
| Einar Dønnum (en)              | 22 avril 1947    | Akershus                              | A servi dans la Statspolitiet |
| Johny Alf Larsen               | 29 mai 1947      | Forteresse de Bremnes, Bodø           | Traducteur pour la Gestapo |
| Max Emil Gustav Rook           | 5 juin 1947      | Sverresborg                           | Traducteur (d'origine allemande) pour la Gestapo                                                                                  |
| Per Fredrik Bergeen            | 12 juillet 1947  | Kristiansten                          | Membre du groupe Rinnan |
| Harald Grøtte                  | 12 juillet 1947  | Kristiansten                          | Membre du groupe Rinnan |
| Olaus Salberg Peter Hamrun     | 12 juillet 1947  | Kristiansten                          | Membre du groupe Rinnan |
| Harry Arnfinn Hofstad          | 12 juillet 1947  | Kristiansten                          | Membre du groupe Rinnan |
| Bjarne Konrad Jenshus          | 12 juillet 1947  | Kristiansten                          | Membre du groupe Rinnan |
| Aksel Julius Mære              | 12 juillet 1947  | Kristiansten                          | Membre du groupe Rinnan |
| Kristian Johan Randal          | 12 juillet 1947  | Kristiansten                          | Membre du groupe Rinnan |
| Harry Aleksander Rønning       | 12 juillet 1947  | Kristiansten                          | Membre du groupe Rinnan |
| Olav Aspheim (en)              | 19 mars 1948     | Akershus                              | A servi dans la Statspolitiet |
| Hermann Eduard Franz Dragass   | 10 juillet 1948  | Kristiansten                          | Traducteur (d'origine allemande) pour la Gestapo                                                                                  |
| Ragnar Skancke                 | 28 août 1948     | Akershus                              | Ministre des affaires religieuses et éducatives dans le gouvernement Quisling ; dernière personne à avoir été exécutée en Norvège |

### Pour crimes de guerre selon la loi norvégienne
| Nom                           | Date              | Lieu         | Notes                  |
| ----------------------------- | ----------------- | ------------ | ---------------------- |
| Karl-Hans Hermann Klinge      | 28 mars 1946      | Akershus     |                        |
| Ludwig Runzheimer (en)        | 6 juillet 1946    | Sverresborg  |                        |
| Nils Peter Bernhard Hjelmberg | 8 août 1946       | Sverresborg  | De nationalité danoise |
| Willi August Kesting          | 8 août 1946       | Sverresborg  |                        |
| Emil Hugo Friedrich Koeber    | 22 mars 1947      | Kristiansten |                        |
| August Stuckmann              | 28 mars 1947      | Akershus     |                        |
| Richard Wilhelm Hermann Bruns | 20 septembre 1947 | Akershus     |                        |
| Rudolf Theodor Adolf Schubert | 20 septembre 1947 | Akershus     |                        |
| Otto Wilhelm Albert Suhr      | 10 janvier 1948   | Akershus     |                        |
| Gerhard Flesch                | 28 février 1948   | Kristiansten |                        |
| Siegfried Fehmer (en)         | 16 mars 1948      | Akershus     |                        |
| Julius Nielson (en)           | 10 juillet 1948   | Kristiansten |                        |

### Pour crimes de guerre selon le droit militaire allié
Les trois hommes exécutés en vertu du droit militaire allié ont été reconnus coupables et condamnés après leur procès à Oslo.
| Nom                   | Date            | Lieu                       | Notes                                                                                   |
| --------------------- | --------------- | -------------------------- | --------------------------------------------------------------------------------------- |
| Hans-Wilhelm Blomberg | 10 janvier 1946 | Akershus                   |                                                                                         |
| Werner Seeling        | 10 janvier 1946 | Akershus                   |                                                                                         |
| Erich Hoffmann        | 15 mai 1946     | Prison de Hamelin, Hamelin | Hoffmann n'a pas été fusillé en Norvège, mais pendu à la prison de Hamelin en Allemagne |

## Héritage
Ce sont les dernières exécutions menées en Norvège.
Ce sujet continue de diviser dans la société norvégienne. Par exemple, les volontaires ayant rejoint la Waffen-SS et servi sur le front de l'Est ont été jugés uniquement pour trahison, jamais pour crimes de guerre.